# Форшпан
Форшпан (на немски: Vorspann) е телевизионен термин, с който се означават кадри от документално, музикално и т.н. телевизионно предаване или епизод от телевизионен сериал, подбрани целенасочено, за да изразят накратко съдържанието или развитието на сюжета. За форшпан се избират най-изразителните и силни моменти от предаването, които да провокират интереса на зрителя. Аналог на трейлър в киното.
Буквалното значение на термина на немски е: преден, втори конски впряг за подсилване на тягата.